# Grand collisionneur de hadrons à haute luminosité
Le Grand collisionneur de hadrons à haute luminosité (HL-LHC de l'anglais High Luminosity Large Hadron Collider) est une mise à niveau du Grand collisionneur de hadrons (LHC) dont les travaux ont commencé en juin 2018 et devant être opérationnelle en 2026. La mise à niveau vise à augmenter la luminosité du collisionneur d'un facteur de 5 à 10.

## Objectifs
Augmenter la luminosité d'un collisionneur permet de multiplier les données recueillies et donc les chances d'observer des phénomènes rares mais également  d'étudier plus précisément les phénomènes déjà  connus. Le LHC à haute luminosité devrait ainsi produire chaque année au moins 15 millions de bosons de Higgs, alors que le LHC n'en a produit qu'environ 3 millions en 2017.
La poursuite de l'étude du plasma quarks-gluons et des saveurs est également un objectif du HL-LHC.

## Historique
Le projet du HL-LHC est initié en 2010 par l'Organisation Européenne pour la Recherche Nucléaire (CERN). Associé avec 15 établissements de recherche de pays européens (Istituto nazionale di fisica nucleare, Science and Technology Facilities Council, Université de Southampton, Université de Manchester, Commissariat à l'Énergie atomique et aux Énergies alternatives, École polytechnique fédérale de Lausanne, Consejo Superior de Investigaciones Científicas, Deutsches Elektronen-Synchrotron, ...) ainsi que de Russie et du Japon, le CERN coordonne une demande de fonds du septième programme-cadre de l'Union européenne, pour la recherche et le développement technologique, financement obtenu en 2011.
En 2013, le CERN considère que le Grand collisionneur de hadrons à haute luminosité doit être la principale priorité de l'Europe en physique des particules. La phase d'études se poursuit jusqu'à fin 2014.

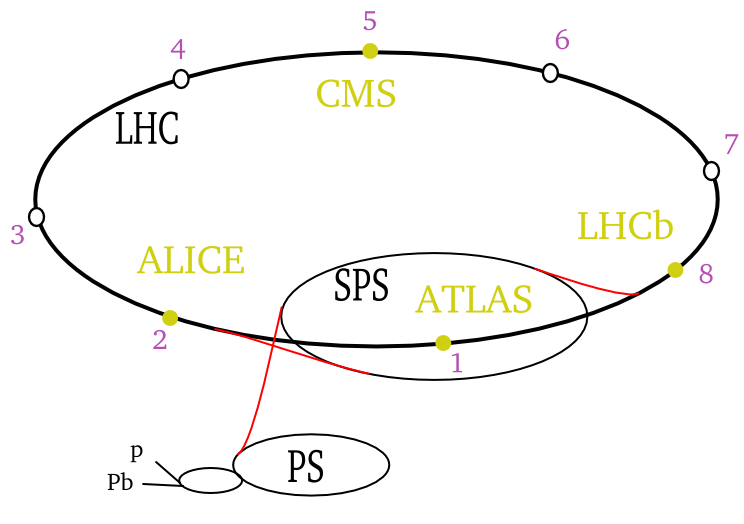
Schéma du positionnement des expériences et des préaccélérateurs

D'autres laboratoires rejoignent le projet portant à 29 le nombre d'instituts impliqués et ce sont maintenant 13 pays autres que ceux associés au CERN, dont les États-Unis ( BNL, FNAL, LBNL, SLAC, JLAB et ODU) qui y collaborent. Les travaux de génie civil pour le Hl-LHC ainsi que l'amélioration des injecteurs du LHC sont programmés pendant l'arrêt entre les 2e et 3e phases d'exploitation, de fin 2018 à fin 2020. Les principaux chantiers se situent aux points 1 (ATLAS) et 5 (CMS) mais des travaux souterrains sont également prévus aux points 2 (ALICE) et 8 (LHC-b).
Les travaux d'excavation aux points 1 et 5 (puits d'accès, cavernes de services et galeries souterraines) ont débuté en juin 2018.

## Mise à niveau de l'accélérateur

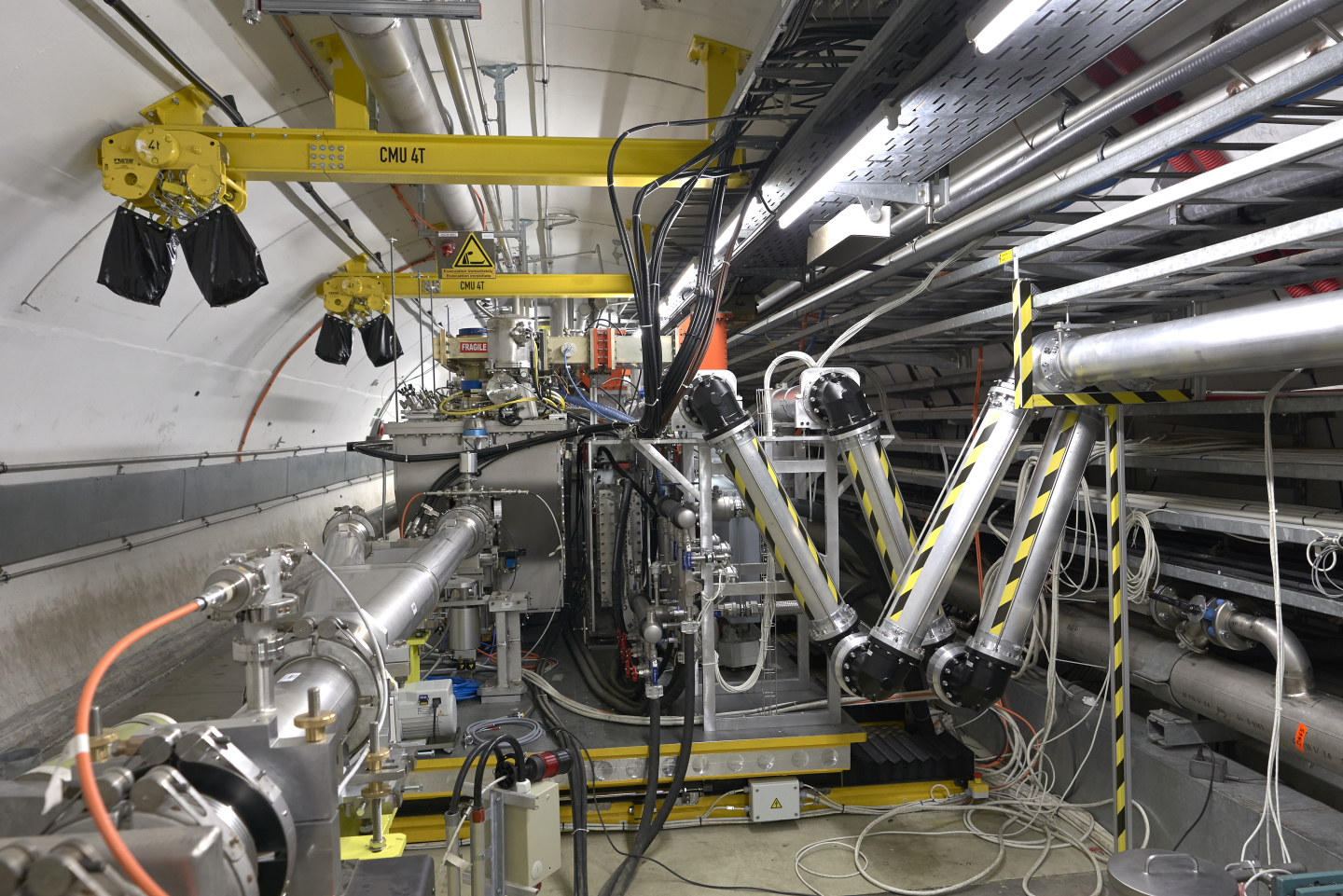
Installation d’essai des cavités en crabe pour le LHC à haute luminosité dans le tunnel du Supersynchrotron à protons.

Aimants quadripolaires : Les puissants aimants ainsi que les énormes anneaux sont un aspect nécessaire de la fonctionnalité du LHC. HL-LHC sera doté d’aimants quadripolaires d’une puissance de 12 teslas contre 8 teslas pour le LHC. De tels aimants supraconducteurs, constitués d’un composé intermétallique de niobium-étain (Nb3Sn), seraient installés autour du détecteur CMS et ATLAS. Dans le cadre d’un projet conjoint de dix ans entre le CERN, le Laboratoire national de Brookhaven, le Fermilab et le Laboratoire national Lawrence Berkeley, connu sous le nom de Programme de recherche sur l’accélérateur LHC du Département de l’énergie des États-Unis (US-LARP), de tels aimants quadripolaires ont été mis au point et testés,,,. 20 quadrupoles triplets intérieurs sont en phase de production au CERN et aux États-Unis.
Aimants dipolaires : Pour l’insertion des nouveaux collimateurs, deux des aimants dipolaires du LHC devront être remplacés par des aimants plus petits. Ils seraient plus puissants (11 tesla) que les aimants dipolaires du LHC (8,3 tesla), pour infléchir les trajectoires des faisceaux. À l’heure actuelle, six dipôles de 11 T sont en phase de production. Ces aimants ne seront probablement installés qu’après la mise en œuvre complète du HL-LHC, bien que la décision finale n’ait pas encore été prise.
Cavités en crabe (en) : La fonction des cavités en crabe est d’incliner et de projeter les faisceaux dans la direction requise. Cette inclinaison maximise le chevauchement entre les paquets en collision, ce qui entraîne une augmentation de la luminosité instantanée réalisable. ATLAS et CMS comporteront ensemble 16 cavités en crabe ; ce qui donnera un moment transverse aux faisceaux pour augmenter la probabilité de collision,,.

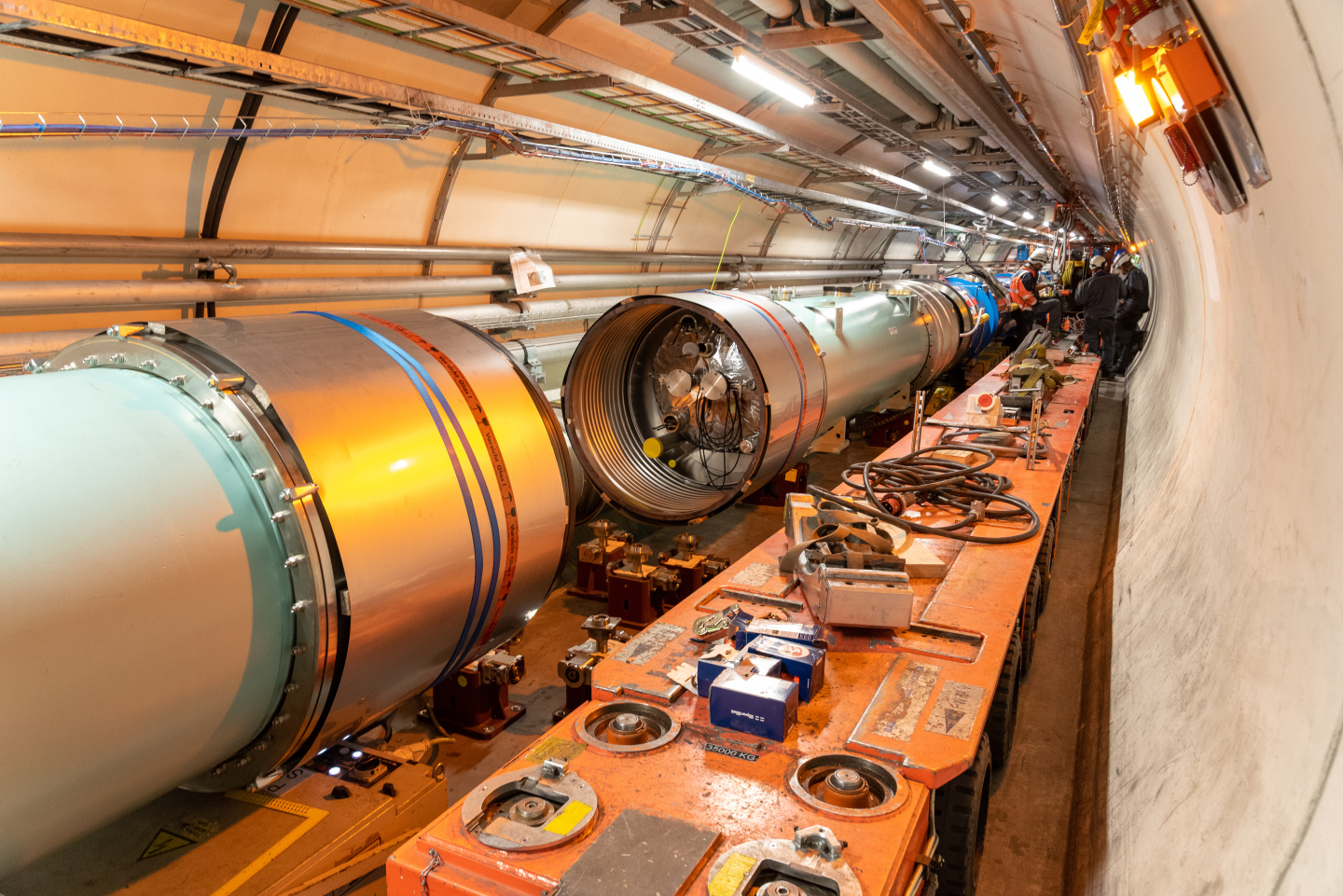
Installation de deux cryostats sur le HL-LHC, novembre 2019.

Optique du faisceau : Selon la conception actuelle du HL-LHC, l’intensité du faisceau diminuera en raison de la combustion des faisceaux de protons en circulation à l’intérieur du collisionneur. Maintenir l’intensité à un niveau constant tout au long de la durée de vie du faisceau est donc un défi majeur. Néanmoins, il est prévu d’avoir au moins un système qui permettrait de maintenir constante la focalisation des faisceaux ou la concentration des faisceaux avant la collision,.
Cryogénie : La mise en œuvre du HL-LHC nécessiterait des centrales cryogéniques plus grandes, ainsi que des réfrigérateurs 1,8 Kelvin plus grands, ainsi que des échangeurs de chaleur sous-refroidissants. De nouveaux circuits de refroidissement doivent également être développés. La majorité de ces améliorations concernent les points d'interaction, P1, P4, P5 et P7. Alors que P1, P4 et P5 recevront de nouvelles usines cryogéniques, P7 aura de nouveaux circuits cryogéniques,.
Protection de la machine et collimateurs : Les collimateurs sont chargés d’absorber toutes les particules supplémentaires qui s’écartent de la trajectoire initiale du faisceau et peuvent potentiellement endommager les machines. Les luminosités plus élevées sont vouées à générer de telles particules hautement énergétiques. La conception du HL-LHC contient donc des moyens d’éviter les dommages en remplaçant 60 des 118 collimateurs et en ajoutant environ 20 nouveaux. Les collimateurs améliorés auront également moins d’interférences électromagnétiques avec les faisceaux,.
Lignes électriques supraconductrices : Pour répondre aux exigences de l’accélérateur HL-LHC, des lignes de transport d’énergie supraconductrices en diborure de magnésium (MgB2) seront utilisées pour transmettre le courant d’environ 100 000 ampères,.

## Mises à niveau des injecteurs
Dans le cadre du HL-LHC, des modifications importantes seront apportées à l’injecteur de protons. Les faisceaux qui arrivent au LHC sont pré-accélérés en suivant 4 accélérateurs :
1. Accélérateur linéaire (Linac 4)
2. Booster du synchrotron à protons (PSB)
3. Synchrotron à protons (PS)
4. Supersynchrotron à protons (SPS)

Ces quatre accélérateurs, connus sous le nom d’injecteurs, seront modernisés dans le cadre du projet d’amélioration des injecteurs du LHC (LIU, LHC Injector Upgrade) pendant le 2e arrêt long (LS2),. Le LIU est chargé de fournir des faisceaux de très haute luminosité au HL-LHC. Les injecteurs de protons seront mis à niveau pour produire des faisceaux de protons avec une luminosité deux fois supérieure à celle d’origine et une brillance 2,4 fois supérieure.
Le remplacement de l’accélérateur linéaire 2 (Linac 2) qui délivrait les faisceaux de protons par l’accélérateur linéaire 4 (Linac 4) a été achevé en 2020. Le Linac 4 est un accélérateur linéaire de 160 MeV qui délivre des faisceaux d'ions H− avec une luminosité de faisceau deux fois supérieure à celle de ses homologues plus anciens,,. Le LIU a également amélioré la source d'ions H− plasma-radiofréquence au césium qui alimente le Linac 4. Le défi ici était d’avoir un faisceau source à courant élevé et à faible émittance.
Des mises à niveau des injecteurs d’ions lourds par le biais des mises à niveau de l’anneau ionique à basse énergie (en) (LEIR) et du Linac 3 sont également en cours de conception,. Le système d’extraction de la source du Linac 3 a été repensé, et à la fin de LS2, il a réussi à augmenter l’intensité du faisceau de la source extraite de 20 %.